# Edward Burr Van Vleck

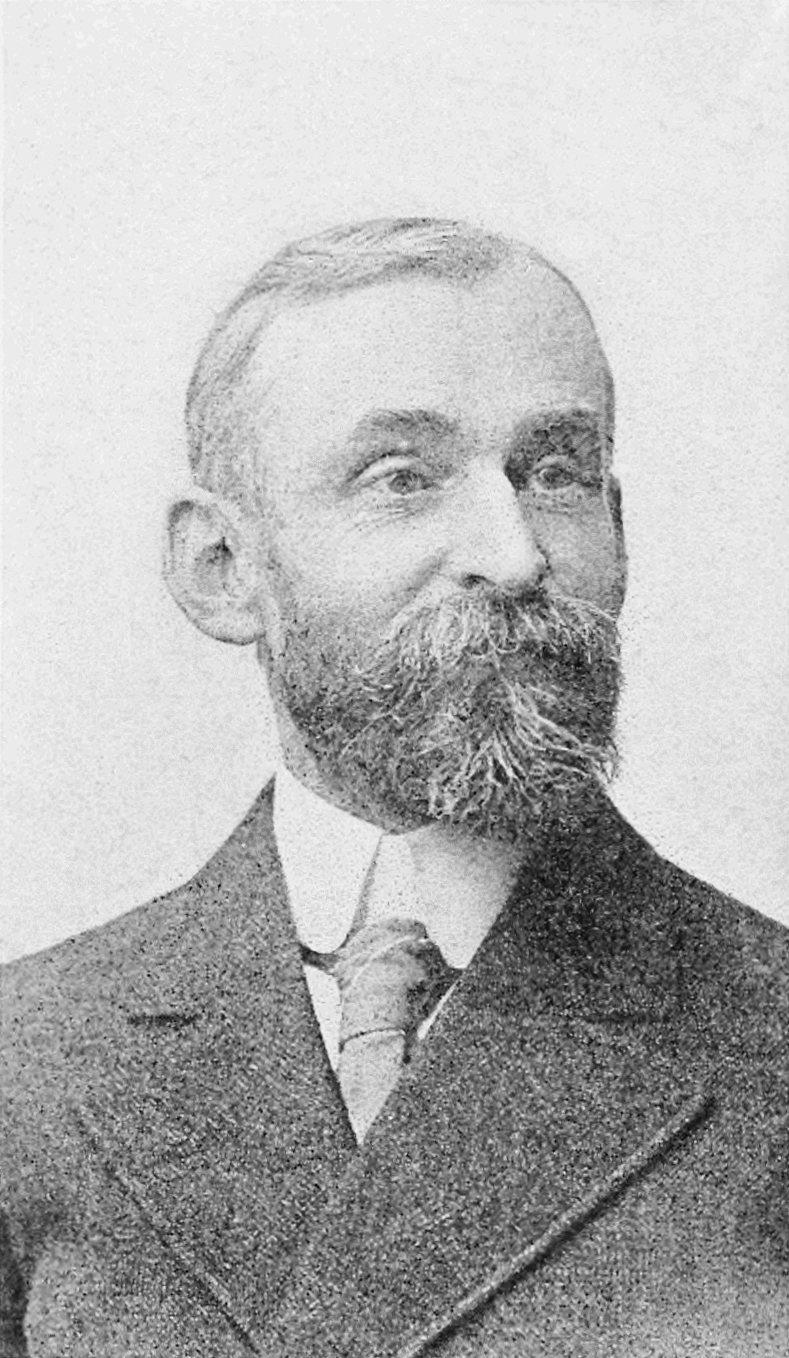
Edward Burr Van Vleck

Edward Burr Van Vleck (* 7. Juni 1863 in Middletown (Connecticut); † 3. Juni 1943 in Madison (Wisconsin)) war ein US-amerikanischer Mathematiker, der sich mit Funktionentheorie und Differentialgleichungen befasste.

## Leben
Er ist der Sohn des Astronomen John Monroe Van Vleck (1833–1912), Professor an der Wesleyan University in Middletown. Van Vleck studierte Mathematik, Physik und Astronomie an der Wesleyan University (Bachelorabschluss 1884), ab 1885 an der Johns Hopkins University und ab 1887 der Universität Göttingen, an der er 1893 bei Felix Klein in Mathematik promoviert wurde (Zur Kettenbruchentwicklung Laméscher und ähnlicher Integrale). 1893 kehrte er in die USA zurück und wurde Instructor an der University of Wisconsin in Madison. Im selben Jahr heiratete er. 1895 wurde er Associate Professor an der Wesleyan University, an der er 1898 Professor wurde. Ab 1906 war er Professor an der University of Wisconsin, wo er bis zu seiner Emeritierung 1929 blieb.
1903 war er Colloquium Lecturer der AMS (Selected topics in the theory of divergent series and continued fractions). 1913/14 wurde er Präsident der American Mathematical Society (AMS), nachdem er 1909 Vizepräsident war, und war 1905 bis 1910 Herausgeber von deren Transactions (nachdem er zuvor ab 1902 Associate Editor war). 1911 verhinderte er einen drohenden Zerfall der AMS, nachdem sich Mitglieder darüber beschwerten, dass die Treffen nur an der Ostküste stattfanden, wofür man insbesondere die Harvard Fraktion verantwortlich machte.
Van Vleck hatte die seinerzeit in den USA bedeutendste Privatsammlung japanischer Drucke (Ukiyo-e), die er in den 1920er Jahren mit Drucken aus der Sammlung von Frank Lloyd Wright erweiterte. Die Sammlung ist heute im Chazen Museum of Art in Madison.
1911 wurde Van Vleck in die National Academy of Sciences gewählt. 1916 wurde er Ehrendoktor der Universität Chicago. Eine Halle der University of Wisconsin wurde 1963 nach ihm benannt.
Er ist der Vater des Nobelpreisträgers John Hasbrouck Van Vleck.

## Schriften
- Selected topics in the theory of divergent series and continued fractions, Macmillan 1905, Online